# Dietrich VI.
Dietrich VI. (? - 18. ožujka 1275.) bio je grof Klevea, sin grofa Dietricha V. i Hedvige od Meissena.
Naslijedio je oca, a oženio je Aleidu od Heinsberga. Imali su šestero djece.
Djeca Aleide i Dietricha:
- Dietrich VII.
- Dietrich - svećenik
- Dietrich Luf, grof Hülchratha
- Agneza - časna sestra
- Irmgarda
- Matilda